# 하뉴촌 (후쿠이현)
하뉴촌(羽生村)은 후쿠이현 오노군에 있던 촌이다. 현재의 후쿠이시 동쪽에 해당한다.

## 역사
- 1889년 4월 1일 - 정촌제 시행에 의해 11개 촌의 구역을 가지고 성립하였다.
- 1955년 2월 11일 - 오노군 아시미촌, 아시미촌, 가미아지미촌, 시모아지미촌 및 아스와군 가미우사카촌, 시모우사카촌과 합병해 미야마촌이 성립하여 , 동일 하뉴촌은 폐지되었다.

## 교통

### 도로
- 국도 제158호선

## 참고문헌
- 角川日本地名大辞典 18 福井県